# Bad Blankenburg
Pour les articles homonymes, voir Blankenburg.
Bad Blankenburg est une ville et station intégrée allemande, située dans l'arrondissement de Saalfeld-Rudolstadt, en Thuringe.
Le pédagogue Friedrich Fröbel fonda en juin 1840 le premier « jardin d’enfants » (Kindergarten, école maternelle) en Allemagne à Blankenburg. 

## Géographie
La ville se situe au pied nord des monts de Thuringe où débouche la vallée de la Schwarza. Elle forme un triangle urbain avec les villes voisines de Saalfeld et de Rudolstadt. La Bundesstraße 88 (Ilmenau–Naumbourg) passe par la municipalité.
En plus du centre-ville, le territoire municipal comprend huit anciennes communes formant sept quartiers (Ortsteile) :
- Böhlscheiben ;
- Cordobang ;
- Fröbitz ;
- Gölitz, composé de Großgölitz et Kleingölitz ;
- Oberwirbach ;
- Watzdorf ;
- Zeigerheim.

## Histoire

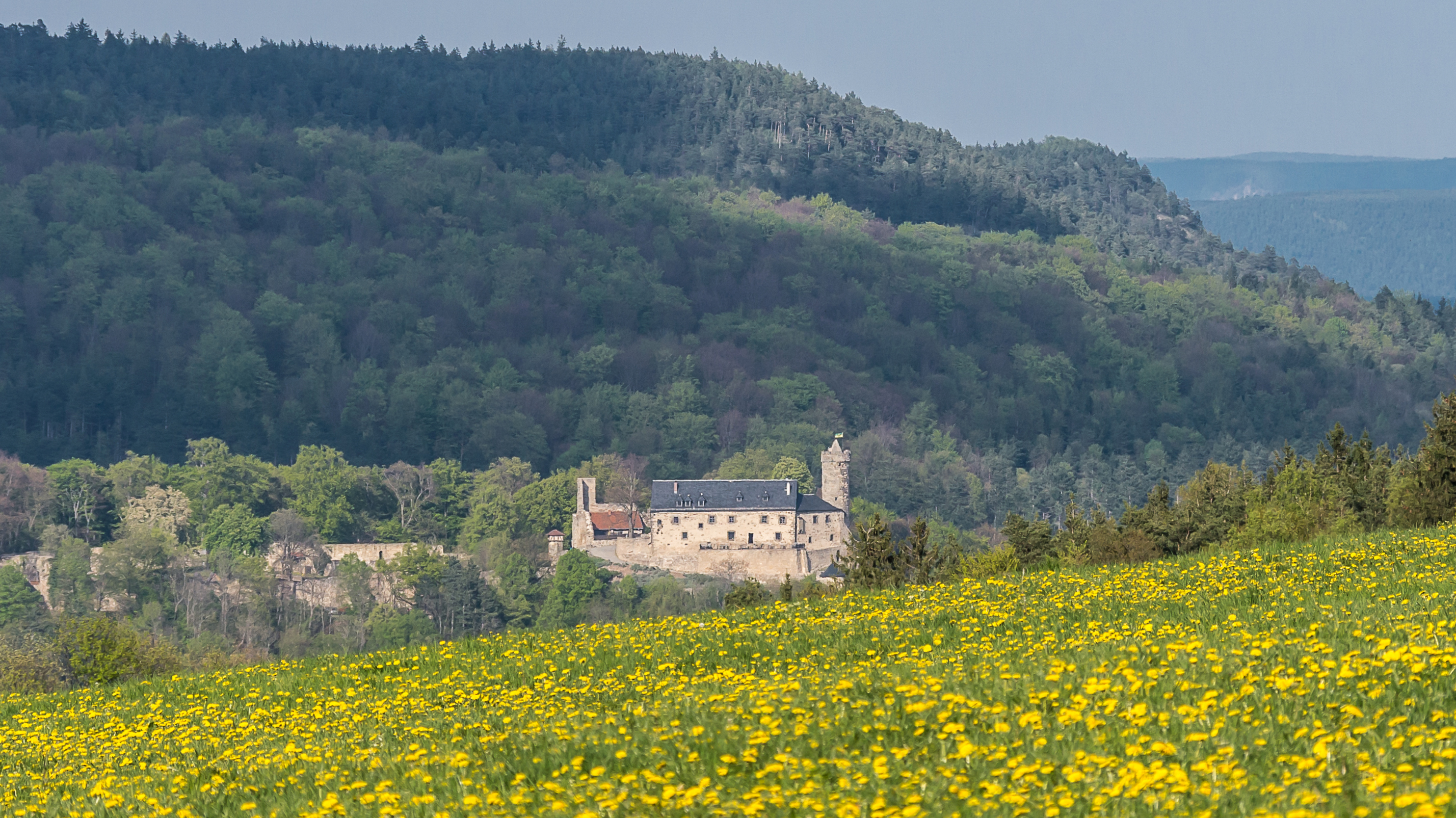
Château de Greifenstein.

Le château médiéval de Greifenstein, á l'origine appelé Blankenburg, fut la propriété des comtes de Schwarzbourg. La forteresse remonte au XIIe siècle ; un bourg au-dessous est mentionné pour la première fois en 1267. Le privilège urbain de Blankenburg est documenté depuis 1323.
Au début des temps modernes, la ville faisait partie de la principauté de Schwarzbourg-Rudolstadt. Les activités de cure ont commencé vers 1840 ; Blankenburg a obtenu le statut de station intégrée (Bad) en 1911.

## Administration
La ville est administrée par un conseil municipal (Stadtrat) composé du maire (Bürgermeister) et de vingt conseillers municipaux (Stadtratsmitgliedern). 

## Curiosités
Les principaux sites touristiques avec les musées sur une carte OpenStreetMap.

## Personnalités liées à la ville
- Gunther de Schwarzbourg (1304–1349), antiroi de Germanie, né au château de Greifenstein.
- Otto Schmiedeknecht (1847–1936), entomologiste, né et mort à Bad Blankenburg.